# Small Axe
Small Axe è una miniserie televisiva britannica del 2020 creata e diretta da Steve McQueen per BBC One. 
È composta da cinque puntate di carattere antologico su personaggi ed eventi storici della comunità afro-britannica di Londra tra gli anni sessanta e ottanta. Il titolo è un riferimento all'omonima canzone di Bob Marley.

## Puntate
| nº | Titolo originale     | Titolo italiano | Prima TV UK      | Prima TV Italia |
| -- | -------------------- | --------------- | ---------------- | --------------- |
| 1  | Mangrove             |                 | 15 novembre 2020 |                 |
| 2  | Lovers Rock          |                 | 22 novembre 2020 |                 |
| 3  | Education            |                 | 29 novembre 2020 |                 |
| 4  | Alex Wheatle         |                 | 6 dicembre 2020  |                 |
| 5  | Red, White, and Blue |                 | 13 dicembre 2020 |                 |

### Mangrove
- Diretta da: Steve McQueen
- Scritta da: Alastair Siddons e Steve McQueen

Trama
Il 9 agosto 1970 un corteo contro la discriminazione dei neri nel Regno Unito è interrotto dallo scontro con la polizia londinese, il doppio dei manifestanti. Nove di loro, per la maggior parte neri, sono accusati di aver causato lo scontro: li attende un processo molto acceso, in cui per la prima volta una corte britannica riconoscerà la polizia colpevole di aver agito sulla base di pregiudizio razziale.
- Interpreti: Letitia Wright (Altheia Jones-LaCointe), Shaun Parkes (Frank Crichlow), Malachi Kirby (Darcus Howe), Rochenda Sandall (Barbara Beese), Alex Jennings (giudice Edward Clarke), Jack Lowden (Ian MacDonald), Sam Spruell (agente Pulley), Gershwyn Eustache Jr. (Eddie LeCointe), Gary Beadle (Dalston Isaacs), Llewella Gideon (zia Betty), Nathaniel Martello-White (Rhodan Gordan), Richie Campbell (Rothwell Kentish), Jumayn Hunter (Godfrey Millett).
- Durata: 126 minuti

### Lovers Rock
- Diretta da: Steve McQueen
- Scritta da: Courttia Newland e Steve McQueen (sceneggiatura), Steve McQueen (soggetto)

Trama
Negli anni ottanta, due sconosciuti si incontrano e si innamorano a una festa a base di musica blues e lovers rock in un piccolo appartamento alla periferia di Londra, dove all'epoca ai neri non era permesso entrare nelle discoteche per soli bianchi ed erano quindi costretti a riunirsi in case private.
- Interpreti: Amarah-Jae St Aubyn (Martha), Michael Ward (Franklin), Shaniqua Okwok (Patty), Kedar Williams-Stirling (Clifton), Ellis George (Cynthia).
- Durata: 68 minuti

### Education
- Diretta da: Steve McQueen
- Scritta da: Alastair Siddons e Steve McQueen

Trama
Un bambino dislessico con la passione per le scienze viene frettolosamente allontanato dalla scuola che frequenta e inserito in un istituto molto degradato per "bambini speciali".
- Interpreti: Kenyah Sandy (Kingsley Smith), Sharlene Whyte (Agnes Smith), Tamara Lawrance (Stephanie Smith), Daniel Francis (Esmond Smith), Josette Simon (Lydia Thomas), Ryan Masher (Joseph), Naomi Ackie (Hazel), Jo Martin (sig.na Tabitha Bartholomew), Adrian Rawlins (preside Evans).
- Durata: 63 minuti

### Alex Wheatle
- Diretta da: Steve McQueen
- Scritta da: Alastair Siddons e Steve McQueen

Trama
Dopo un'infanzia senza genitori né amore in un orfanotrofio a maggioranza bianca, Alex Wheatle trova finalmente un senso di appartenenza nella comunità di Brixton. Arrestato e imprigionato in seguito alla rivolta di Brixton del 1981, scopre nella scrittura un modo per affrontare il proprio passato.
- Interpreti: Sheyi Cole (Alex Wheatle), Robbie Gee (Simeon), Jonathan Jules (Dennis Isaacs), Elliot Edusah (Valin), Fumilayo Brown-Olateju (Dawn), Asad-Shareef Muhammad (Alex Wheatle da giovane), Johann Myers (Cutlass Rankin), Khali Best (Badger), Dexter Flanders (Floyd).
- Durata: 66 minuti

### Red, White, and Blue
- Diretta da: Steve McQueen
- Scritta da: Courttia Newland e Steve McQueen

Trama
Negli anni ottanta, il giovane Leroy Logan compie una decisione difficile dopo aver assistito alla violenta aggressione di due poliziotti razzisti contro suo padre: entrare nel Metropolitan Police Service come sognava da bambino, ma per cambiare le cose dall'interno, affrontando il disprezzo del padre e degli amici e le discriminazioni da parte dei colleghi.
- Interpreti: John Boyega (Leroy Logan), Steve Toussaint (Kenneth Logan), Antonia Thomas (Gretl), Tyrone Huntley (Leee John), Nathan Vidal (Leroy giovane), Jaden Oshenye (Leee giovane), Neil Maskell (ispettore Alan Willis), Nadine Marshall (Jesse), Mark Stanley (Ed).
- Durata: 80 minuti

## Distribuzione
Lovers Rock e Mangrove avrebbero dovuto essere presentati in anteprima nel maggio 2020 in concorso al 74º Festival di Cannes, prima del suo annullamento a causa della pandemia di COVID-19 in Francia e nel mondo. Lovers Rock è stato poi presentato in anteprima come film d'apertura del New York Film Festival il 17 settembre 2020. L'anteprima di Mangrove si è tenuta al medesimo festival il 25 settembre, mentre quella di Red, White, and Blue il 3 ottobre. Nel Regno Unito, Mangrove è stato presentato in anteprima come film d'apertura del BFI London Film Festival il 7 ottobre 2020, seguito da Lovers Rock il 18 ottobre.
La miniserie è stata trasmessa in prima visione nel Regno Unito su BBC One dal 15 novembre al 13 dicembre 2020, mentre negli Stati Uniti su Amazon Prime Video dal 20 novembre 2020.

## Riconoscimenti
- 2021 - European Film Awards
  - EFA Award for Innovative Storytelling a Steve McQueen
- 2021 - Golden Globe[10]
  - Candidatura per la miglior miniserie o film per la televisione
  - miglior attore non protagonista in una serie a John Boyega (Red, White, and Blue)
- 2020 - Chicago Film Critics Association Awards[11]
  - Candidatura per il miglior film (Lovers Rock)
  - Candidatura per il miglior regista a Steve McQueen (Lovers Rock)
  - Candidatura per la migliore attrice non protagonista a Letitia Wright (Mangrove)
  - Candidatura per la migliore fotografia a Shabier Kirchner (Lovers Rock)
  - Candidatura per il miglior montaggio a Chris Dickens e Steve McQueen (Lovers Rock)
- 2020 - Los Angeles Film Critics Association Awards[12]
  - Miglior film
  - Miglior fotografia a Shabier Kirchner
- 2020 - New York Film Critics Circle Awards[13]
  - Miglior fotografia a Shabier Kirchner